# L'Homme au corps subtil
L'Homme au corps subtil est une nouvelle affiliée à la littérature merveilleuse-scientifique de l'écrivain français Maurice Renard, publiée pour la première fois dans la revue mensuelle La Phalange   de juillet 1912. La nouvelle est à nouveau publiée l'année suivante dans le recueil Monsieur d'Outremort et autres histoires singulières aux éditions Louis Michaud.

## Intrigue
Le professeur Bouvancourt parvient à mettre au point un procédé permettant à un individu de traverser la matière. Forcé par un voleur qui souhaite dévaliser une banque, le physicien l'expose à sa nouvelle invention.

## Analyse de l'œuvre
Maurice Renard reprend dans cette nouvelle, le personnage du physicien Bouvancourt déjà mis en scène dans la nouvelle La singulière destinée de Bouvancourt publiée initialement en 1909 qui se retrouve prisonnier après une expérience à l'intérieur d'un miroir et finit par y mourir.
Dans L'Homme au corps subtil, qui raconte une aventure antérieure à celle de 1909, Bouvancourt découvre un nouveau rayonnement, qu'il appelle la « lumière Y », qui permet de rendre intangible toute matière exposée.

## Publications françaises
- La Phalange, juillet 1912.
- Éditions Louis Michaud, 1913, dans le recueil Monsieur d'Outremort et autres histoires singulières.
- Éditions G. Crès, 1921, dans le recueil Suite fantastique (M. d'Outremort).
- Tallandier, 1958, dans le recueil L'Invitation à la peur.
- Revue Fiction no 62, janvier 1959.
- Belfond, coll. « Domaine fantastique » no 2, 1970, dans le recueil L'Invitation à la peur.
- Robert Laffont, coll. « Bouquins », 1989, dans le recueil Maurice Renard. Romans et contes fantastiques.
- Éditions Ombres, coll. « Petite bibliothèques Ombres » no 175, 2010, dans le recueil L'Invitation à la peur.
- Éditions Mi Li Ré Mi, 2020, dans le recueil Histoires singulières et autres nouvelles 1905-1934.